# Наднова (фільм, 2005)
«Наднова» (англ. Supernova) — американський фантастичний фільм 2005 року.

## Сюжет
Спостерігаючи за сонячною активністю, лауреат Нобелівської премії доктор Остін Шепард приходить до шокуючого відкриття — лічені дні залишаються до того, як Сонце вибухне, перетвориться в наднову зірку і знищить Землю і все живе на ній. На Землі вже починають відбуватися всілякі дивні явища — то дельфіни викидаються на берег, то електрика відмовляє, виходять з ладу супутники зв'язку. Багато мешканців різних країн теж починають підозрювати наближення чогось недоброго. Незабаром на Землю обрушуються метеорити, випалюючи її поверхню. У той час як група вчених робить все можливе, щоб передбачений апокаліпсис не став реальністю, світ вже потрапляє в пекельний вир, де все виходить з-під контролю.

## У ролях
| Актор                | Роль                     |
| -------------------- | ------------------------ |
| Люк Перрі            | доктор Кріс Річардсон    |
| Тіа Каррере          | Ліза Дельгадо            |
| Пітер Фонда          | доктор Остін Шепард      |
| Клеменсі Бертон-Хілл | Джіні МакКілліп          |
| Емма Семмс           | Лорі Стівенсон           |
| Джессіка Брукс       | Брук Річардсон           |
| Еліза Беннетт        | Хейлі Річардсон          |
| Маркус Жан Піре      | доктор Маршалл Пітерс    |
| Філіп Ленкавські     | Грант Коул               |
| Рональд Пікап        | доктор Малкольм Хендей   |
| Ленс Генріксен       | полковник Харлан Вільямс |
| Патрік Волтон мол.   | агент Мінс               |

## Виробництво
Теглайн:
- «Наступного дня весь світ загорівся».[1]

## Цікаві факти
- В одному з інтерв'ю один з персонажів засвідчує, що Сонце перетворюється у наднову і каже, що це означає, що воно буде розширюватися і знищить Сонячну систему. Насправді цей опис ближче до ситуації того, коли Сонце стане червоним гігантом. Вона повинна була б тоді сказати «вибухнути», а не «розширюватися».[2]
- Коли професор Остін виходить на пляж, на Мальдівах, глядач бачить на задньому плані дуже велику гору. Мальдіви є плоскими, з найвищою точкою над рівнем моря близько 2,4 м (8 футів).[2]